# Горно Краище
Вижте пояснителната страница за други значения на Краище.
Горно Краище (от 1982 до 1993 година Бойка) е село в Югозападна България. То се намира в община Белица, област Благоевград.

## География
Го̀рно Кра̀ище е разположено в североизточната част на област Благоевград, община Белица. Граничи с Белица, Банско, Разлог, Якоруда и Велинград и има 1123 жители. Релефът е планински и полупланински, обхваща части от Рила и Западните Родопи, както и долината в горното течение на река Места. Средната надморска височина е 1351 метра.
Климатът е преходно континентален със слабо изразено средиземноморско влияние, проникващо по долината на Места, средната годишна температура е 8 °C. Зимите са студени, като средната януарска температура е -2 °C. Снежната покривка се задържа около 150 дни в годината, като с повишаване на надморската височина нараства и броят на дните със снежна покривка. Лятото е кратко и прохладно със средна температура през юли 18 °C.
Трите величествени планини, сред които е разположено – Рила, Пирин и Родопите определят многообразието на неговата природа, фолклор и история. Горно Краище има само две шосейни връзки – за Разлог и за Белово/Велинград и една теснолинейна ЖП връзка – линията Добринище-Септември.

## Население

### Етнически състав
Преброяване на населението през 2011 г.
Численост и дял на етническите групи според преброяването на населението през 2011 г.:
|                     | Численост |
| Общо                | 1191      |
| Българи             | 38        |
| Турци               | 975       |
| Цигани              | -         |
| Други               | 4         |
| Не се самоопределят | 15        |
| Неотговорили        | 159       |

## Религии
Преобладаващата религия е ислямът.

## Културни и природни забележителности
В района на селото се намира известният Център за реадаптация на танцуващи мечки – съвместен проект на световноизвестните международни природозащитни организации „Четири лапи“ и е на 15 километра от световноизвестния курорт Банско.
И на 20 километра от ски курорта Семково.